# 广胜寺

特种邮票：洪赵·飞虹塔

广胜寺位于山西省臨汾市洪洞县县城东北17公里霍山上下，是一座著名佛教寺院。著名佛教大藏经趙城金藏就是出自广胜寺，1961年广胜寺被列入第一批全国重点文物保护单位。
广胜寺由广胜上寺、广胜下寺及水神庙三组古建筑组成，雄踞山顶的称上寺；坐落山脚，面临霍泉的为下寺；下寺西侧为水神庙。下寺的建筑基本上都是元代修建的，上寺则大部分经明代重建。

## 广胜上寺
上寺的飞虹塔是广胜寺的标志性建筑，建于明正德十年～嘉靖六年（1515年～1527年），是一座典型的明代楼阁式砖塔，也是中国最大的琉璃塔。塔在寺的轴线前方，在元代原址重建；塔八角，外观十三层，高47.31米，外壁用各色琉璃装饰；琉璃制造的栏杆、天神、动物、斗拱等极为细致华丽。

## 广胜下寺
广胜下寺建在山坡上，整个建筑群前低后高，由陡峻的甬道直上山门；经过前院，上达前殿；左右贴着殿的山墙有清代修建的钟鼓楼；后院靠北居中为正殿，东西有朵殿；前后两个院落利用不同的间距与建筑组合方式，形成不同空间。1928年，下寺四铺壁画被售卖，分藏在美国的三家博物馆中。

## 水神庙
水神庙中保存有巨幅元代壁画，其中有一幅《大行散乐忠都秀在此作场》描述了元曲杂剧的演出形式。

## 衍生
1986年电视剧《西游记》中，飞虹塔为唐僧扫塔的取景地。
在2024年游戏《黑神话悟空》中，广胜寺再度成为《西游记》题材的取景地。